# Hrazený

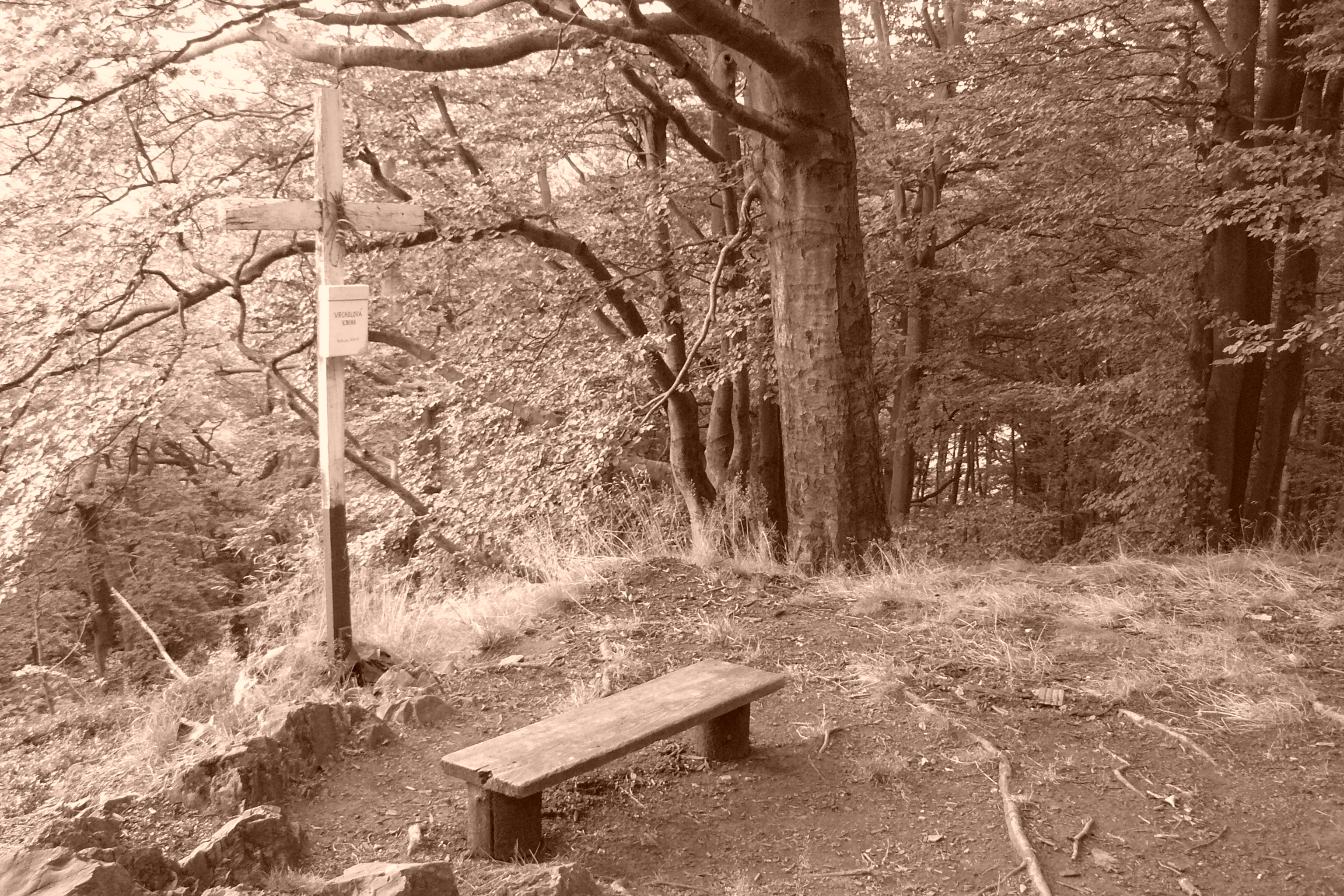
Punkt widokowy

Hrazený (niem. Pirsken) – najwyższy szczyt Pogórza Łużyckiego o wysokości 610 m n.p.m. położony w Czechach, w granicach administracyjnych miasta Velký Šenov, 4 km od centrum miejscowości.
Jest to góra bazaltowa, porośnięta lasem bukowym. Na wschodnim zboczu góry znajduje się punkt widokowy Volský kámen z widokiem na północ.